# 弗莱施旺根
弗莱施旺根是德国巴登-符腾堡州的一个市镇。总面积5.80平方公里，总人口646人，其中男性348人，女性298人（2011年12月31日），人口密度111人/平方公里。